# 大埔創新園

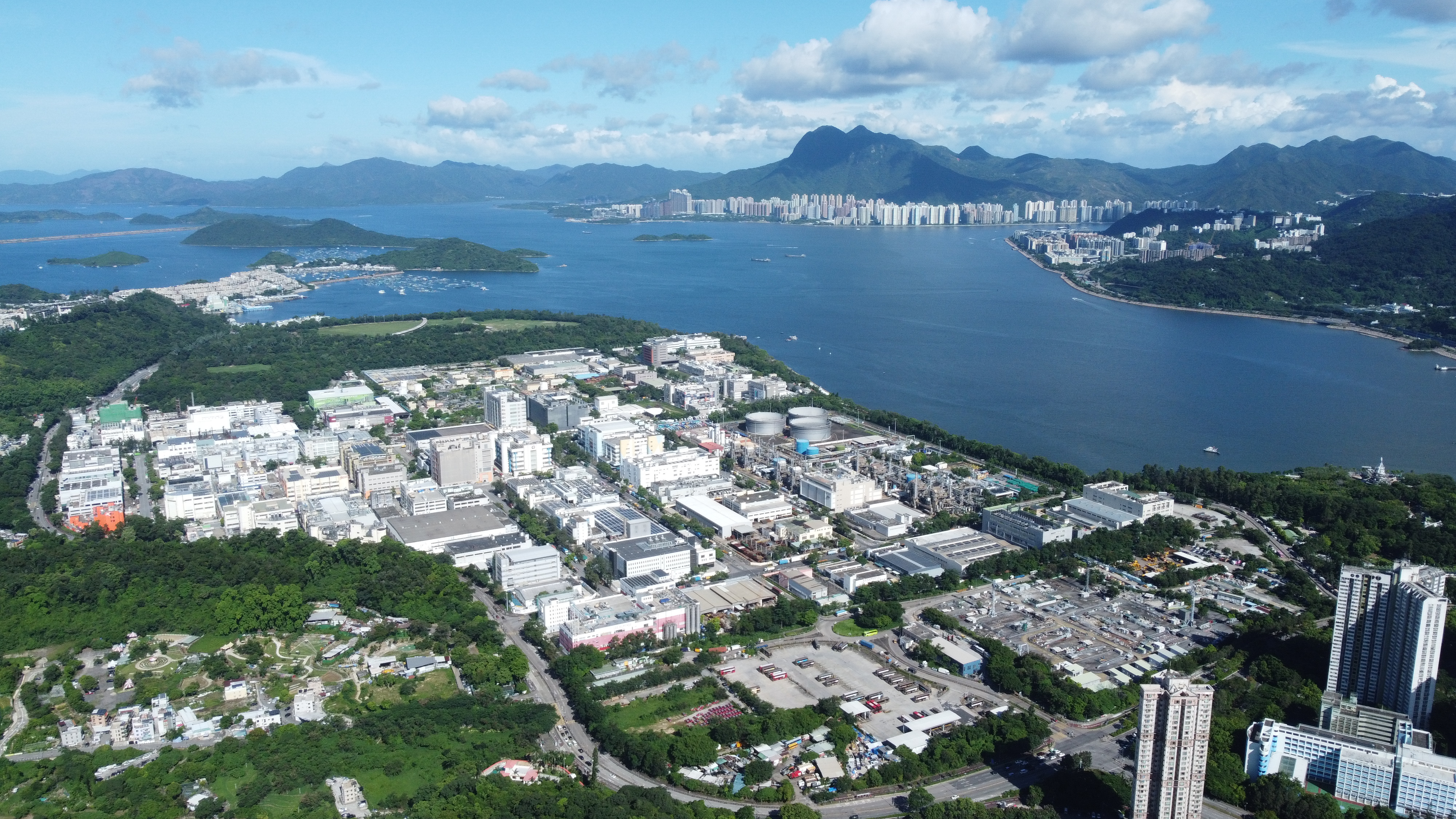
大埔創新園全貌（2022年）

大埔創新園（英語：Tai Po INNOPARK），前稱大埔工業邨、大埔工業園（英文：Tai Po Industrial Estate、Tai Po Industrial Park），位於香港新界東大埔區大埔新市鎮東邊的填海土地上，距離大埔新市鎮約1.5公里，佔地75公頃。大埔創新園毗鄰吐露港及大埔海濱公園，主要由汀角路連接大埔市中心。

## 歷史
大埔創新園是香港首座工業邨，於1975年10月15日由港英政府興建，1978年落成時由香港工業邨公司管理。隨著香港工業邨公司、香港工業科技中心公司及臨時香港科學園有限公司於2001年合併，大埔創新園現時由香港科技園公司管理。至2021年尾，科技園公司決定將轄下三個工業邨更名為「創新園」，因此大埔工業邨亦相應更名。
大埔創新園的土地主要作生產用途，以成本價格為生產商及服務行業提供已經開發完備的工業用地，由未能在多層工廠或商業大廈內運作、擁有新型或經改良的技術及工序的生產商或服務公司租賃，以拓展他們的發展空間。但隨着香港製造業北移而逐漸式微，區內工廠數目漸少，租戶從原先的出口主導變成供應本土市場為主。
創新園內設有5座專用工業大廈，總樓面面積為19.89萬平方米，均為高樓底及高負載建築，以支援各類工業創新製造。當中包括精密製造中心（PMC）、數據技術中心（DT Hub）、醫療用品製造中心（MARS）、先進製造業中心（AMC）和微電子中心（MEC）。

## 申請條件
申請者必須符合以下條件：
1. 其工業項目的性質必須是確實無法在香港市面上一般多層工廠或商業大廈內進行操作的類型；
2. 該項目必須是政府訂定的厭惡性行業以外的項目；
3. 獲批准租賃的地點不能作為存貨或倉庫之用。

最受歡迎的項目：
1. 涉及新型或經改良的產品或服務的項目；
2. 涉及新型或經改良技術的項目；
3. 主要利用本地材料和人力資源的高增值項目；
4. 與本地行業急需的產品或服務有關的項目；
5. 對香港出口業務有顯著貢獻的項目；
6. 重要投資（特別是在新機械和新設備方面）項目；
7. 需僱用大量高級技術人員的項目。

## 主要廠房
| 照片 | 入駐企業/廠戶名稱 | 地址           | 行業                     | 備註                                                             |
| ---- | --- | -------------- | ------------------------ | ---------------------------------------------------------------- |
|      | 亞洲電視（aTV） Asia Television Ltd.                                                                                  | 大盛街 25-37號 | 電視台                   | 內設「8號錄影廠」為亞洲最大的電視錄影廠 原為東方報業集團的舊總部 |
|      | 東方企控集團有限公司（東方傳媒中心） Oriental Enterprise Holdings Limited（Oriental Media Centre）                    | 大昌街23號     | 網上媒體、 印刷及出版    | 前稱東方報業集團有限公司（Oriental Press Group Limited）         |
|      | 南華早報 South China Morning Post（Holdings）Limited                                                                  | 大發街 22號    | 印刷及出版               |                                                                  |
|      | 鳳凰衛視 Phoenix Satellite Television Holdings Ltd.                                                                   | 大景街2-6號    | 電視台                   | 原由摩托羅拉-萬力半導體香港有限公司使用                          |
|      | 筆克集團 Pico Far East Holdings Limited                                                                               | 大富街4號      | 展覽及項目市場推廣       |                                                                  |
|      | ABB（香港） ABB（Hong Kong）Limited                                                                                   | 大喜街 3號     | 電氣工程及渦輪增壓       | 〔已遷出〕翻新為精密製造中心                                     |
|      | 欧唯特数码服务 Arvato Digital Services Limited                                                                        | 大喜街 9號     | 其他製造                 |                                                                  |
|      | 捷和實業 Chiaphua Industries Limited                                                                                  | 大宏街 2-4號   | 其他製造                 |                                                                  |
|      | 富通集團國際 Futong Group International Limited                                                                       |                | 其他製造                 |                                                                  |
|      | 新時代集團 New Time Holdings Limited                                                                                  | 大順街 5號     | 其他製造                 |                                                                  |
|      | 合和滑模工程 Hopwell Slipform Engineering Limited                                                                     | 大發街6-8號    | 其他製造                 |                                                                  |
|      | 德亞 Sonopress Pan Asia Limited                                                                                       | 大喜街9號      | 其他製造                 |                                                                  |
|      | 香港桐井有限公司 Kirii Hong Kong Ltd.                                                                                 | 大富街9號      | 建築材料                 |                                                                  |
|      | 卓越科技系統 Vantage Technology Limited                                                                               |                | 其他製造                 |                                                                  |
|      | 長江生命科技 CK Life Sciences International（Holdings）Inc.                                                           | 大富街 2號     | 其他製造                 |                                                                  |
|      | 迪愛生油墨科技 DIC Graphics（Hong Kong）Limited                                                                       | 大富街 18號    | 化學品及氣體             | 前稱高仕油墨                                                     |
|      | 香港氧氣 Hong Kong Oxygen & Acetylene Company Limited                                                                 | 大盛街         | 化學品及氣體             |                                                                  |
|      | 明豐包裝 Ming Fong Packaging & Chemicals Limited                                                                      | 大富街 16A號   | 化學品及氣體             | 原址前為田氏化工                                                 |
|      | 華大基因香港研發中心有限公司 BGI Hong Kong Ltd.                                                                       | 大富街 16號    | 基因研究                 |                                                                  |
|      | 香港印鈔有限公司 Hong Kong Note Printing Ltd.                                                                         | 大盛街 2-4號   | 印刷及出版               |                                                                  |
|      | 泰業（香港） Ringier Print（HK）Ltd.                                                                                  | 大貴街 11-13號 | 印刷及出版               |                                                                  |
|      | United Master Limited                                                                                                 | 大昌街 19號    | 印刷及出版               |                                                                  |
|      | 卡博特塑料 Cabot Plastics（HK）Limited                                                                                | 大貴街 18號    | 塑膠樹脂及塑膠產品       |                                                                  |
|      | 味樂食品 Miracle Foods Company Limited                                                                                | 大順街 19號    | 食品製造                 |                                                                  |
|      | 聯泰行 \| 聯泰香港鮮蛋液有限公司 （页面存档备份，存于） Luen Tai Hong \| Luen Tai Hong Kong Fresh Liquid Eggs Limited | 大宏街 5號     | 巴斯德消毒蛋液及蛋類製品 | 原址前為 Nifco                                                   |
|      | 雲利乳膠廠 Rainbow Latex Limited                                                                                      | 大利街 2號     | 塑膠樹脂及塑膠產品       | 〔已遷出〕重建為美心西餅、星巴克和東海堂廠房                     |
|      | 新勵膠管 Sunny Hose Company Limited                                                                                   | 大利街 1-3號   | 塑膠樹脂及塑膠產品       |                                                                  |
|      | 德隆工業 Taclon Industries Limited                                                                                    | 大景街 11-13號 | 塑膠樹脂及塑膠產品       |                                                                  |
|      | 高力金屬製品廠 Golik Steel（HK）Limited                                                                               | 大盛街 3號     | 建築材料                 |                                                                  |
|      | 永富容器 FC Packaging（Hong Kong）Ltd.                                                                                | 大富街 1號     | 金屬零件及產品           |                                                                  |

| - 嘉士伯〔已遷出〕 - 萬力半導體（香港）公司〔已遷出〕 - 興宇汽車排氣鼓廠有限公司〔已遷出〕 - 俊康印刷科技〔已遷出〕 - 香港聯合利華食品有限公司（Unilever Bestfoods Hong Kong Ltd.） - 亞太衛星站（APT Satellite Holdings Ltd.） - 亞洲衛星站（Asia Satellite Telecommunications Co. Ltd.） - 鴻興包裝印刷中心（Hung Hing Off-Set Printing Co. Ltd.） - 李錦記有限公司（Lee Kum Kee Co. Ltd.） - 永南食品有限公司（Winner Food Products Ltd.） - 美心食品廠（Maxim's Food Production Centre） - 淘化大同食品有限公司（Amoy Food Ltd.） - 南順（Lam Soon Realty Ltd.） - 屈臣氏蒸餾水（Watsons Water） - 普利司通飛機輪胎（亞洲）有限公司（Bridgestone Aircraft Tire（Asia）Co.,Ltd.） - NTT Communications香港數據中心 | - 嘉里產品組裝及整合中心（PC3） - 日立化成電子材料（香港）有限公司（Hitachi Chemical Co.（Hong Kong）Ltd.） - 山崎麵包（Hong Kong Yamazaki Baking Co. Ltd.） - 日清食品有限公司（Nissin Foods Co., Ltd.） - 益力多（Hong Kong Yakult Co. Ltd.） - 德昌電機（Johnson Electric Industrial Manufactory Ltd.） - 震雄集團（Chen Hsong Machinery Co. Ltd.） - 香港標準及檢定中心（Hong Kong Standards & Testing Centre Ltd.） - 北京同仁堂（Beijing Tong Ren Tang Chinese Medicine Co., Ltd.） - 歐化藥業（Europharm Laboratoires Co. Ltd.） - 大家樂（ （页面存档备份，存于），大埔工業邨食品廠房大樓） - 大快活 - 維特健靈 - 稻香集團大發街18號 - 美亞鋁廠大利街5號 - 奇華餅家（前嘉士伯啤酒廠房，翻新為奇華餅家有限公司的糕餅生產設施廠房）（）（Kee Wah Bakery） - 綠在大埔 - 大華街25號 |

註：水務署大埔海水抽水站、渠務署大埔污水處理廠及香港中華煤氣大埔煤氣廠為公用事业，雖然同處工業園內，但不是入駐企業/廠戶。

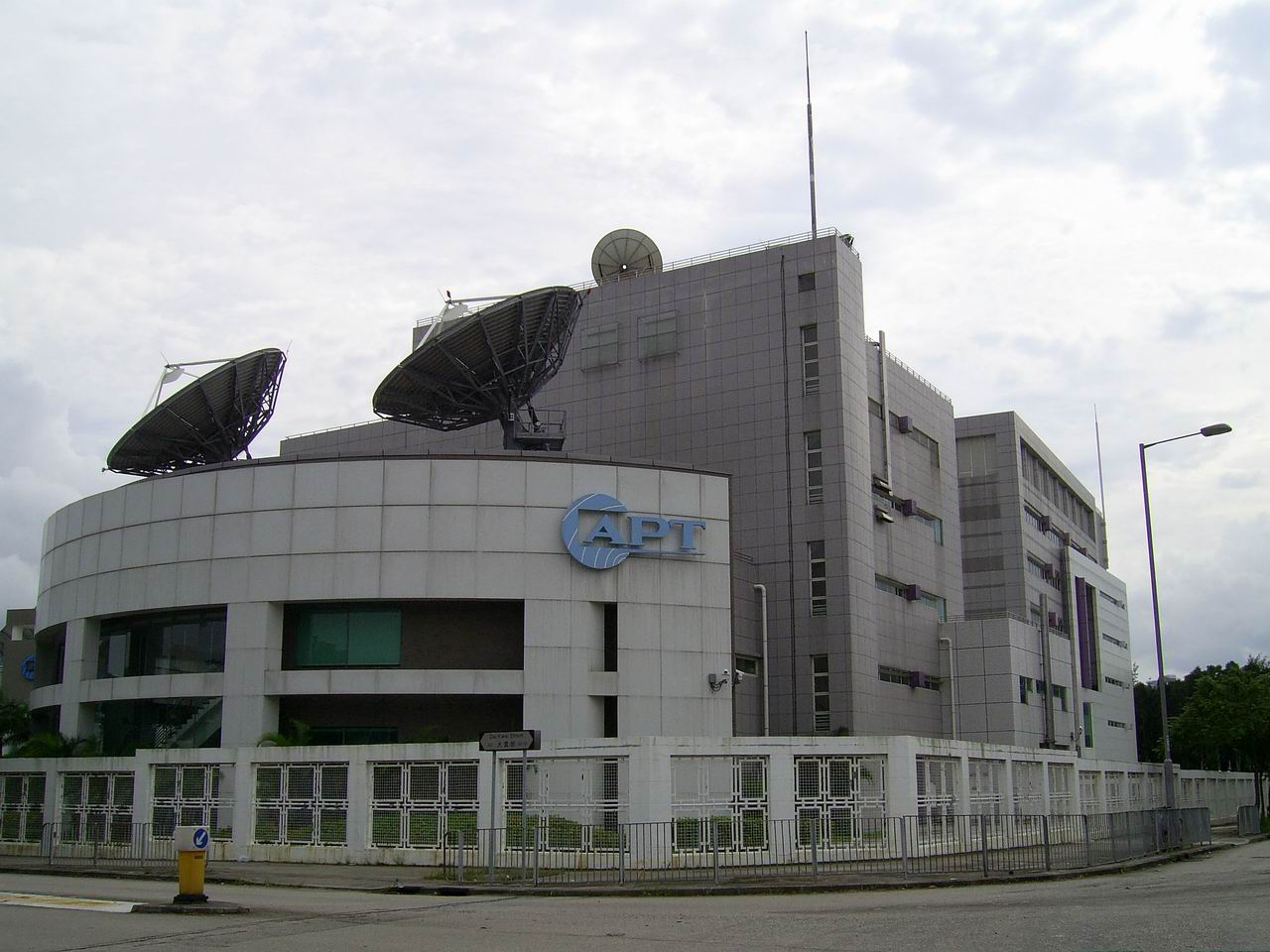
亞太衛星站
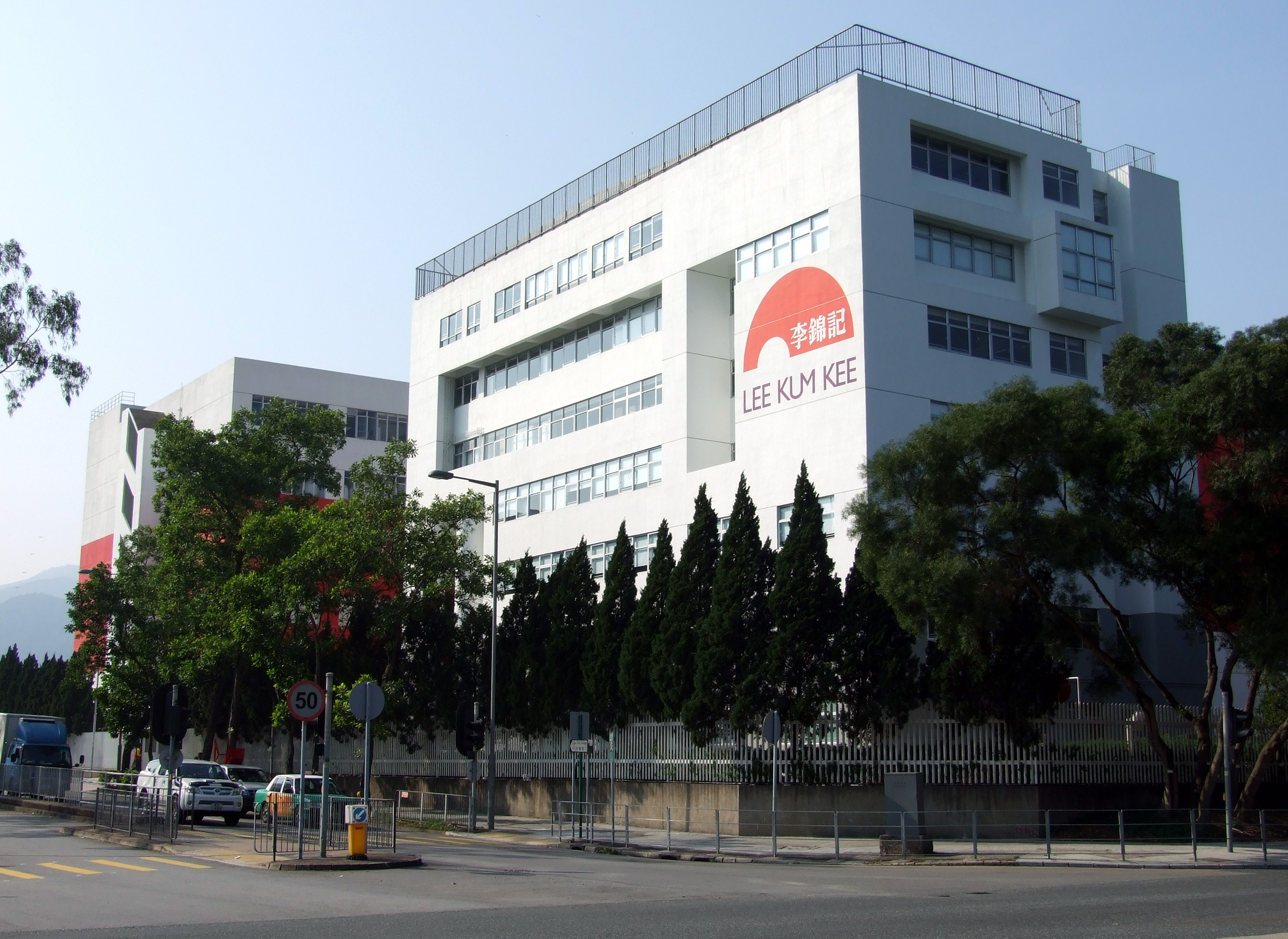
李錦記
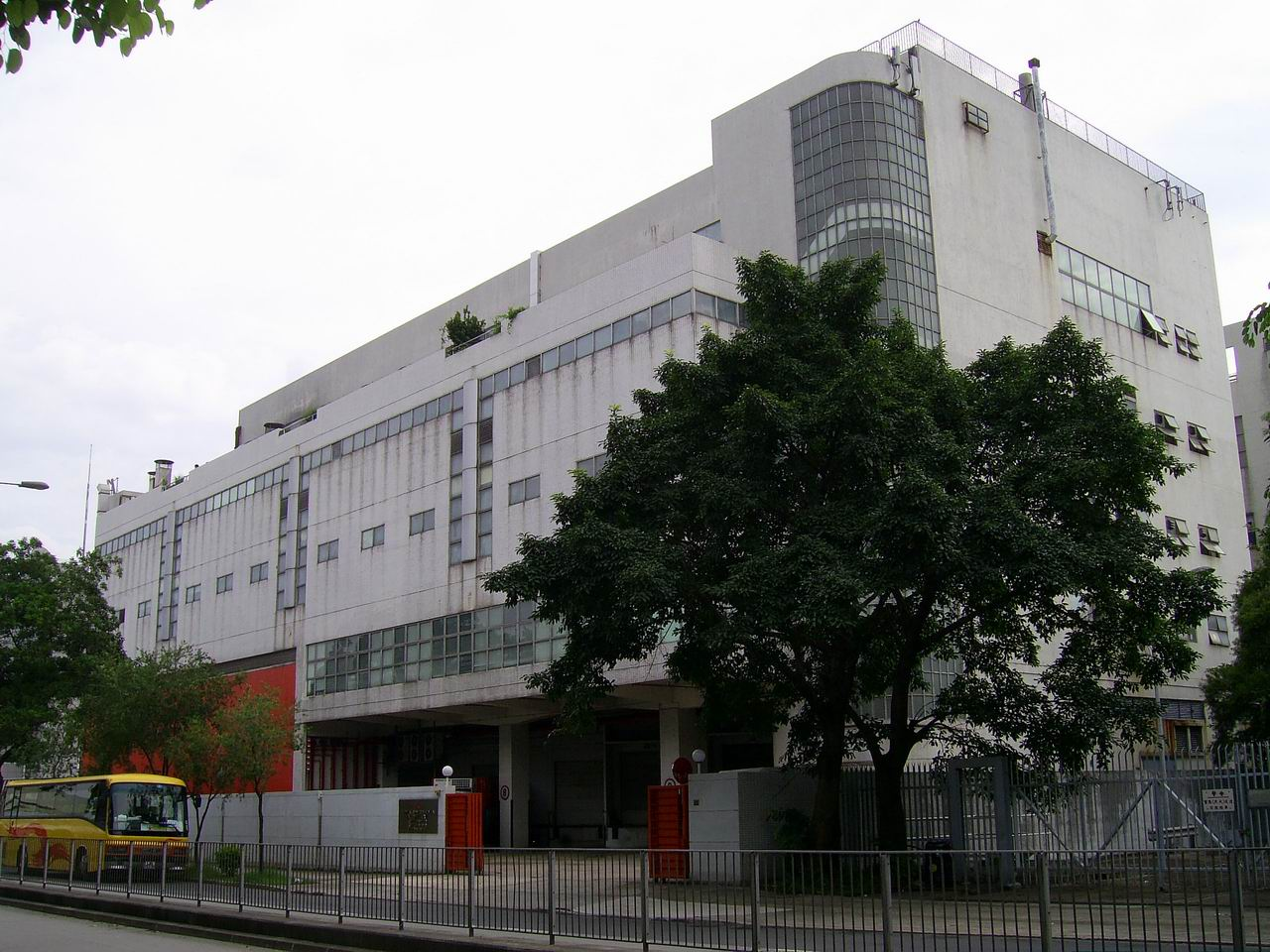
永南食品
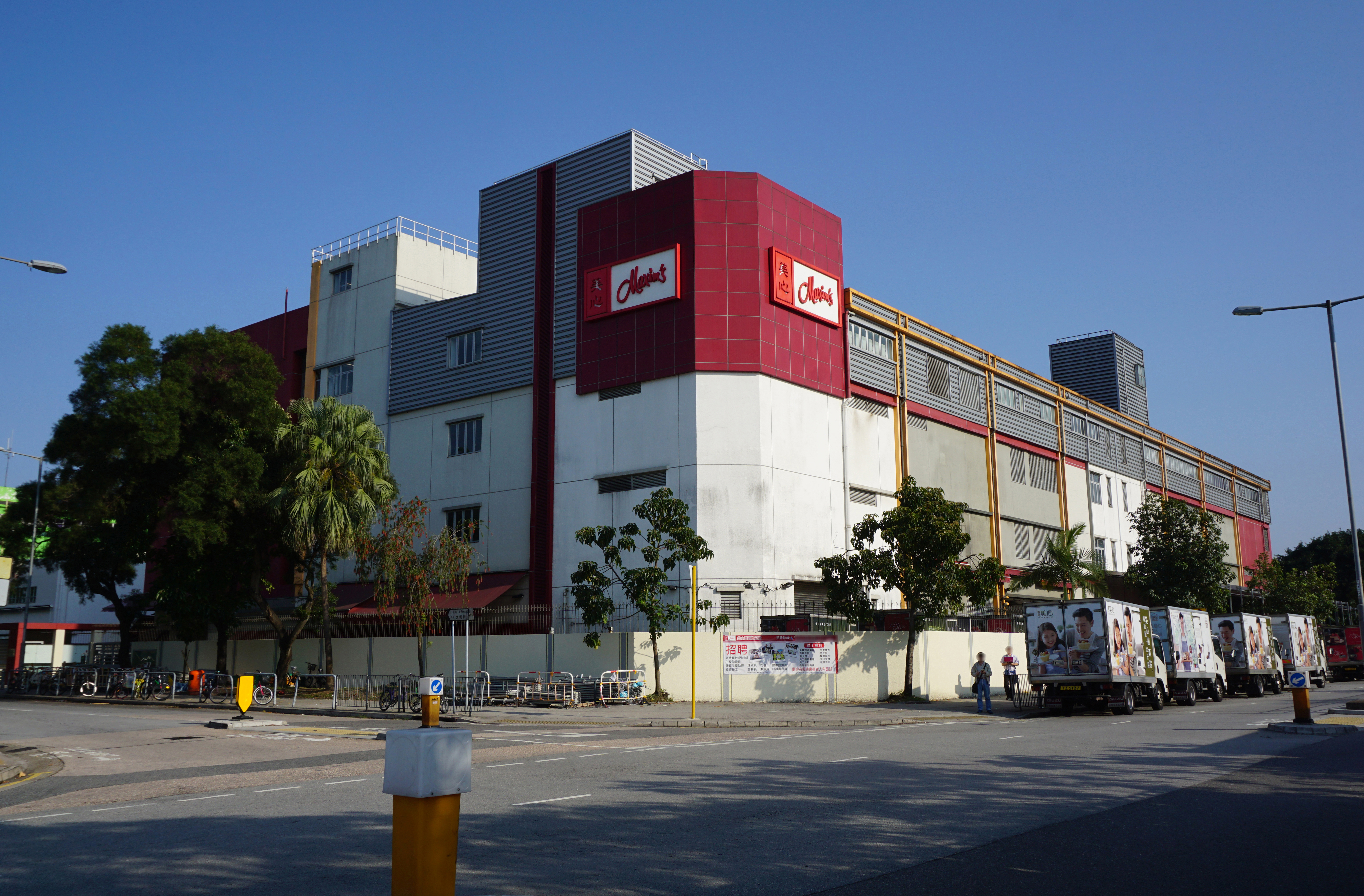
美心食品廠二廠
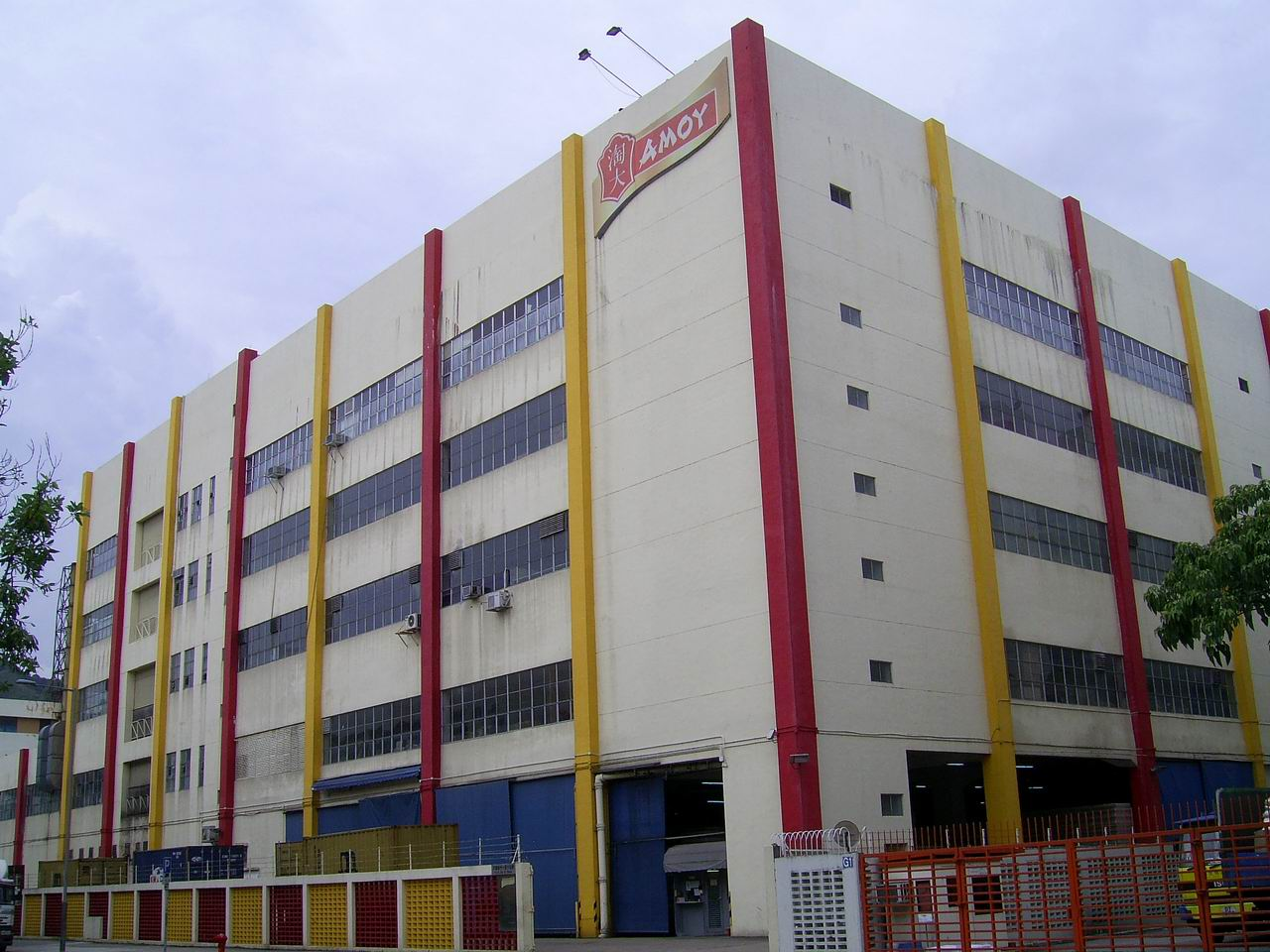
淘化大同食品
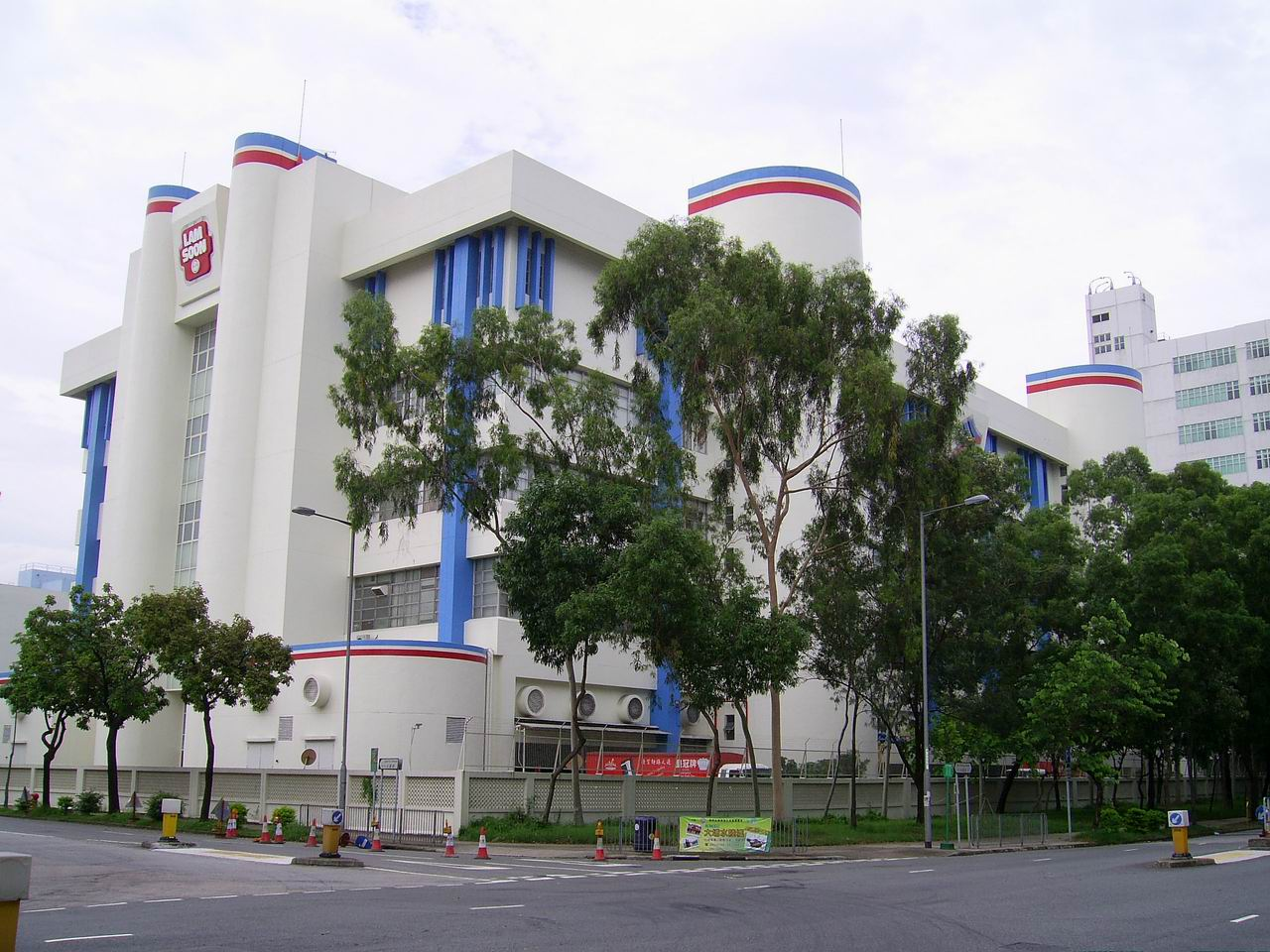
南順大廈
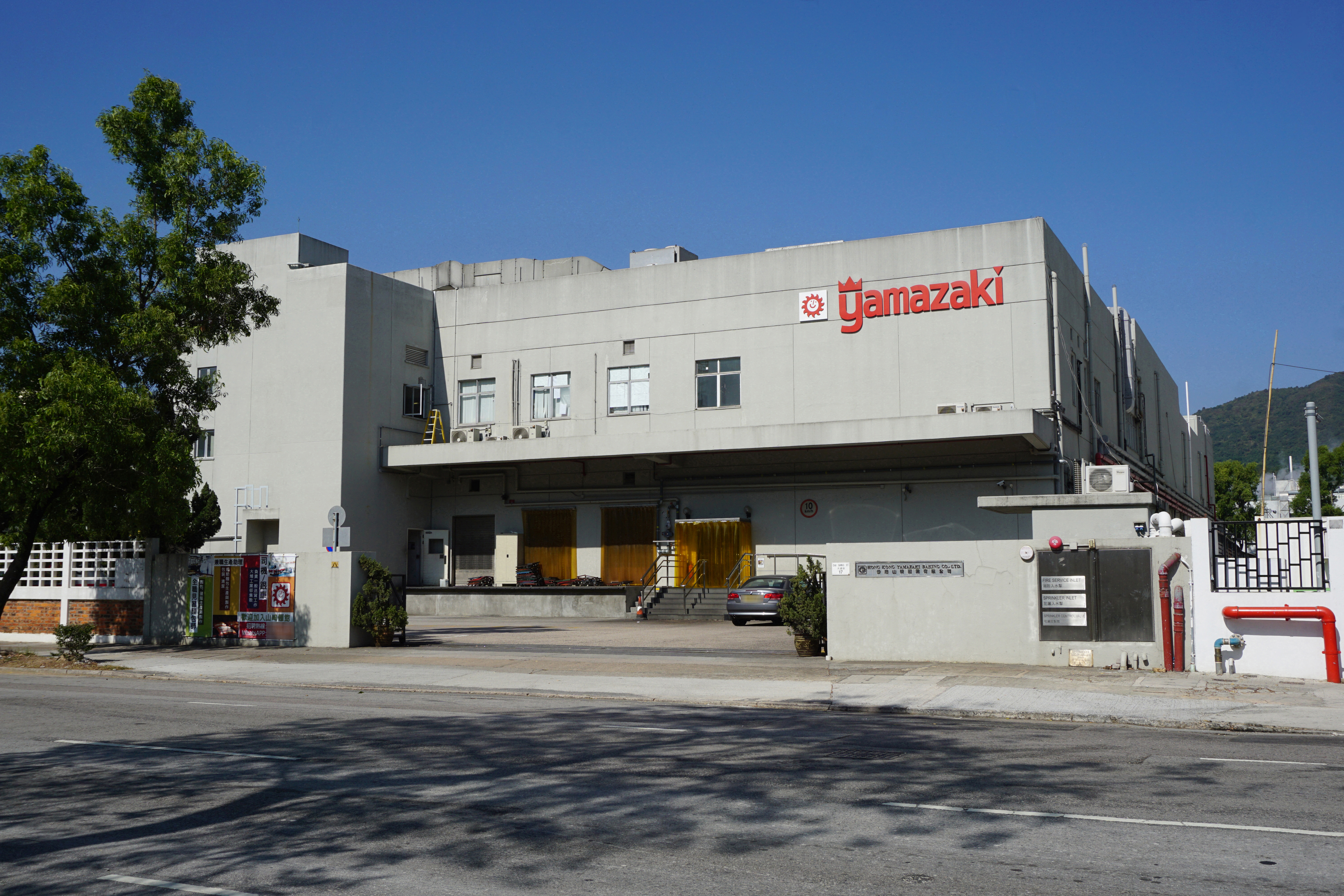
山崎麵包
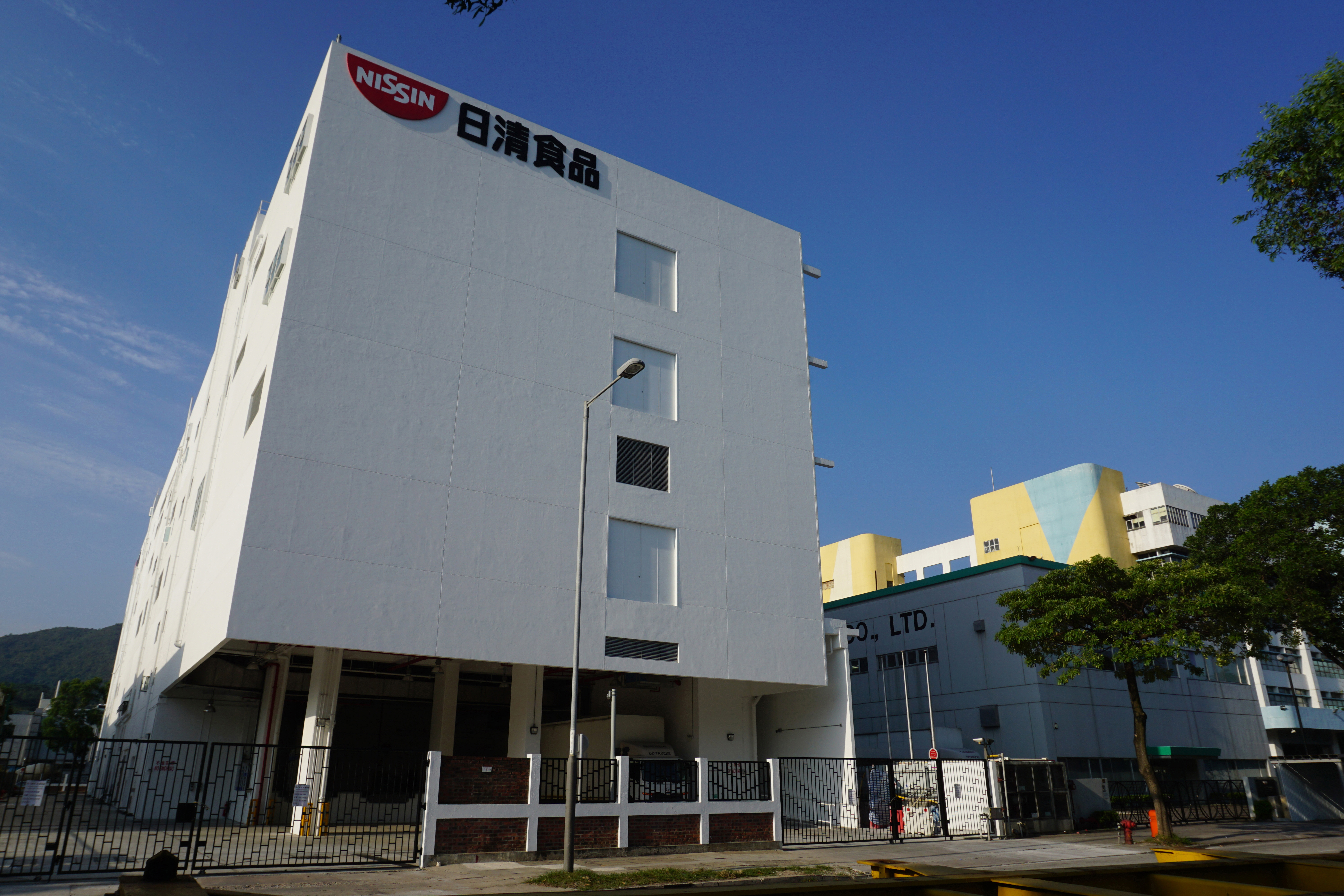
日清食品
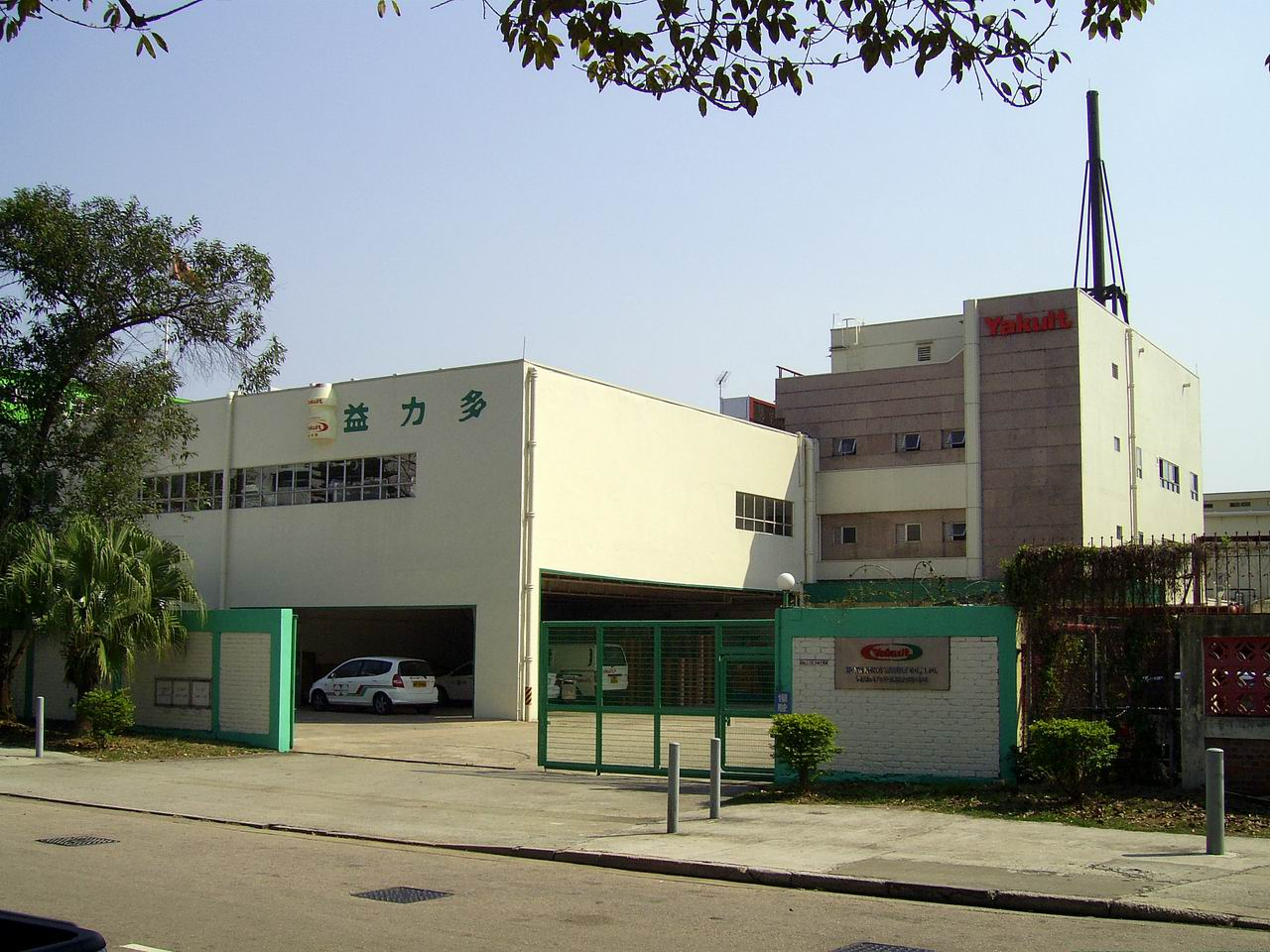
益力多
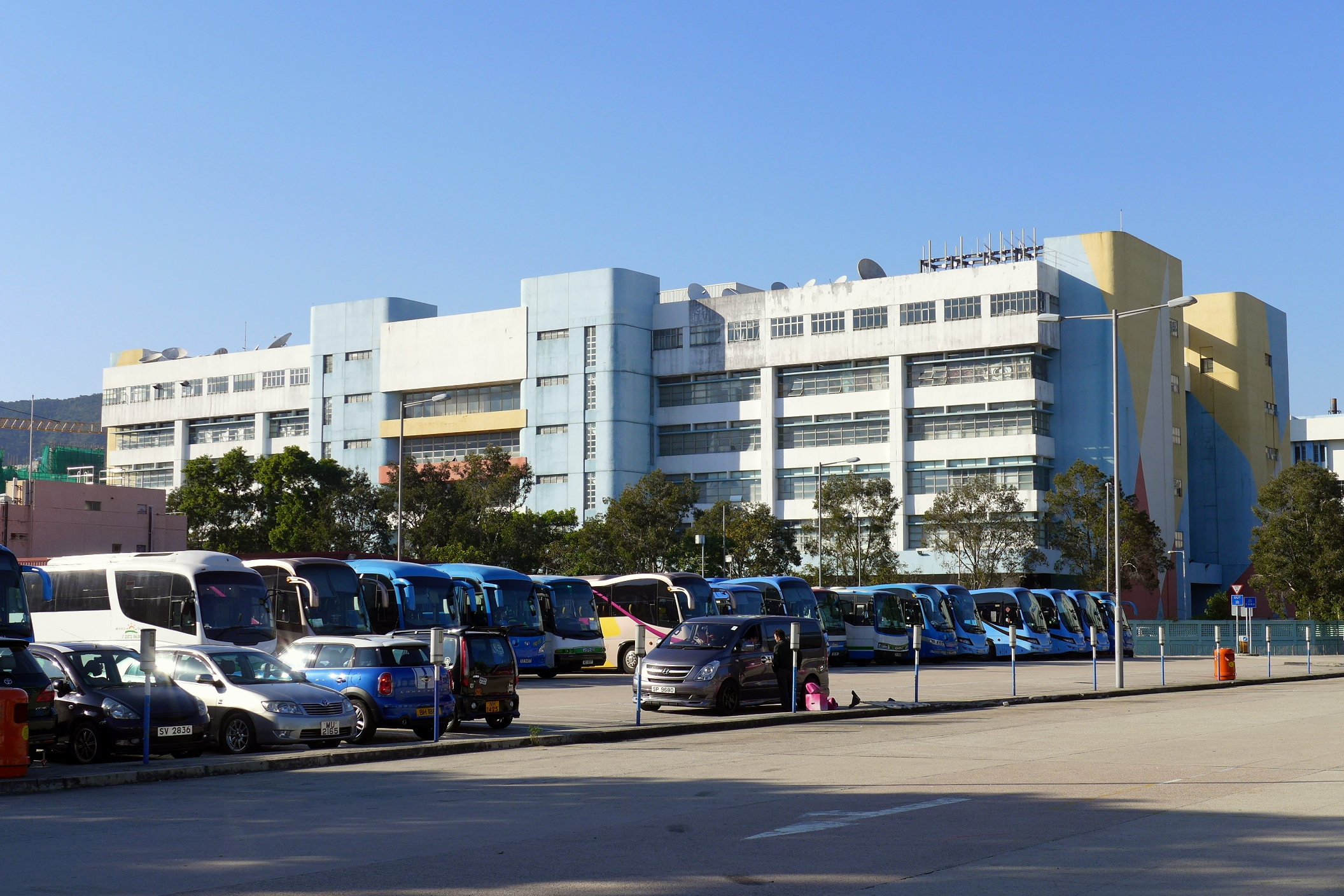
亞洲電視
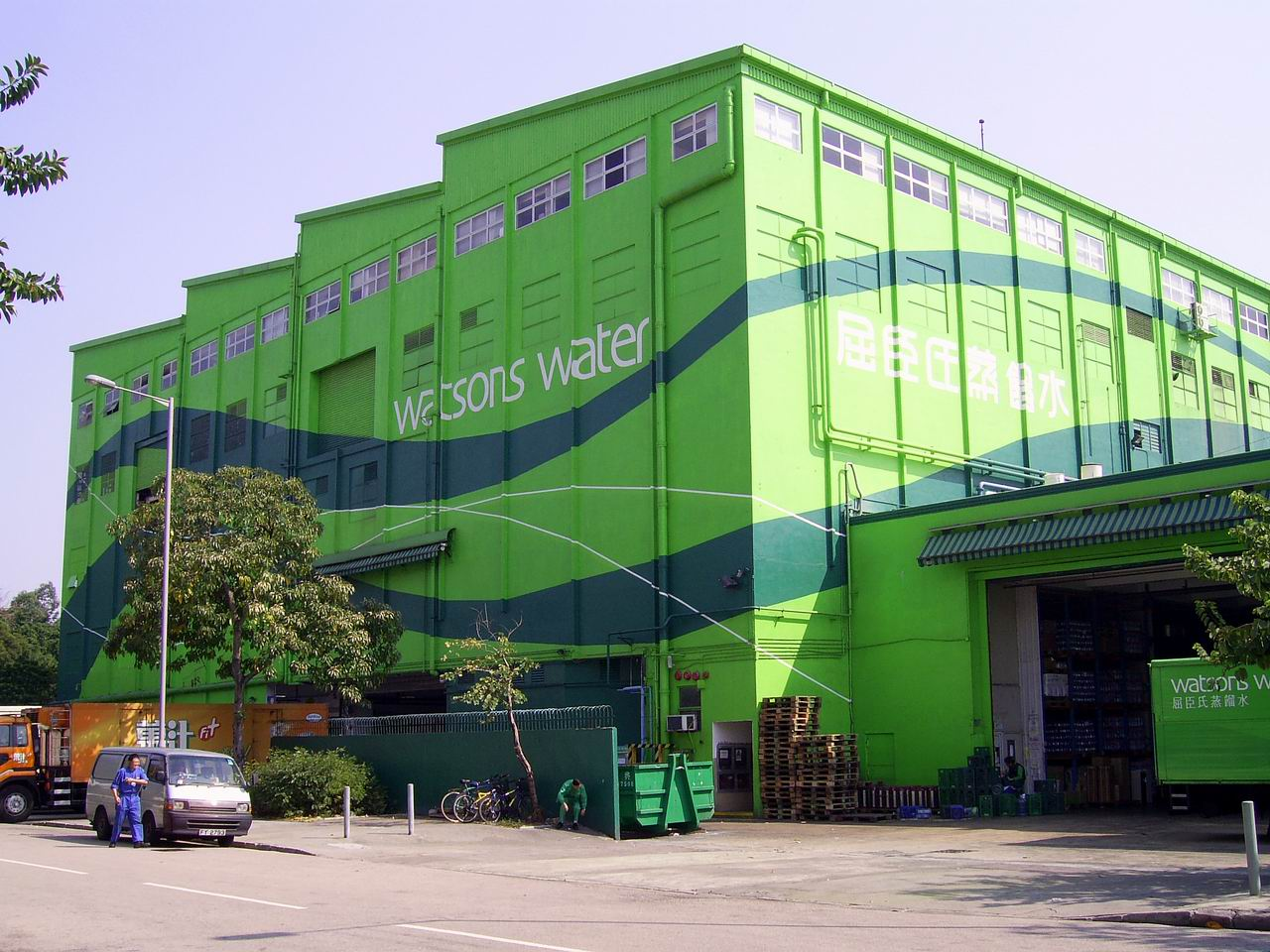
屈臣氏蒸餾水
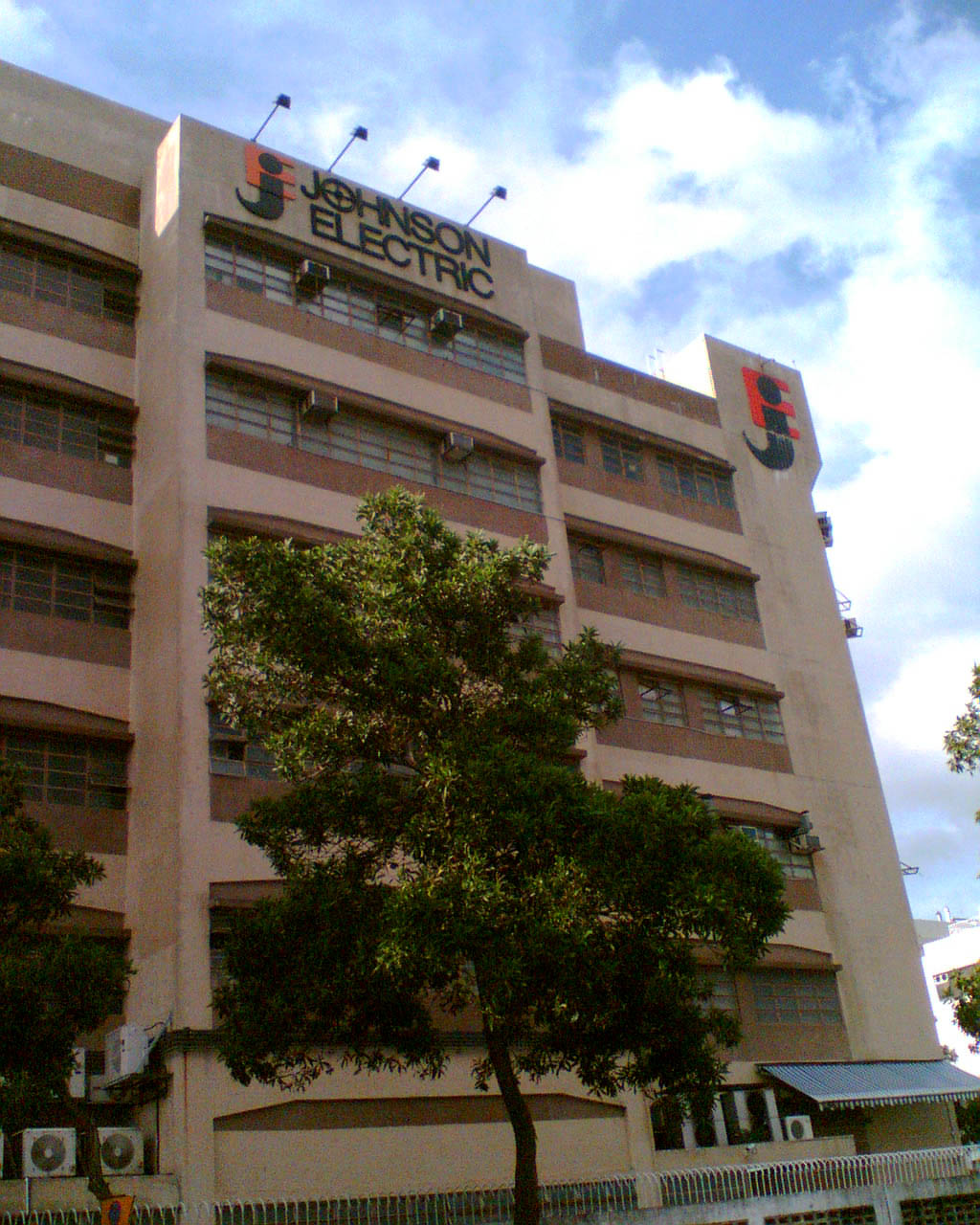
德昌電機
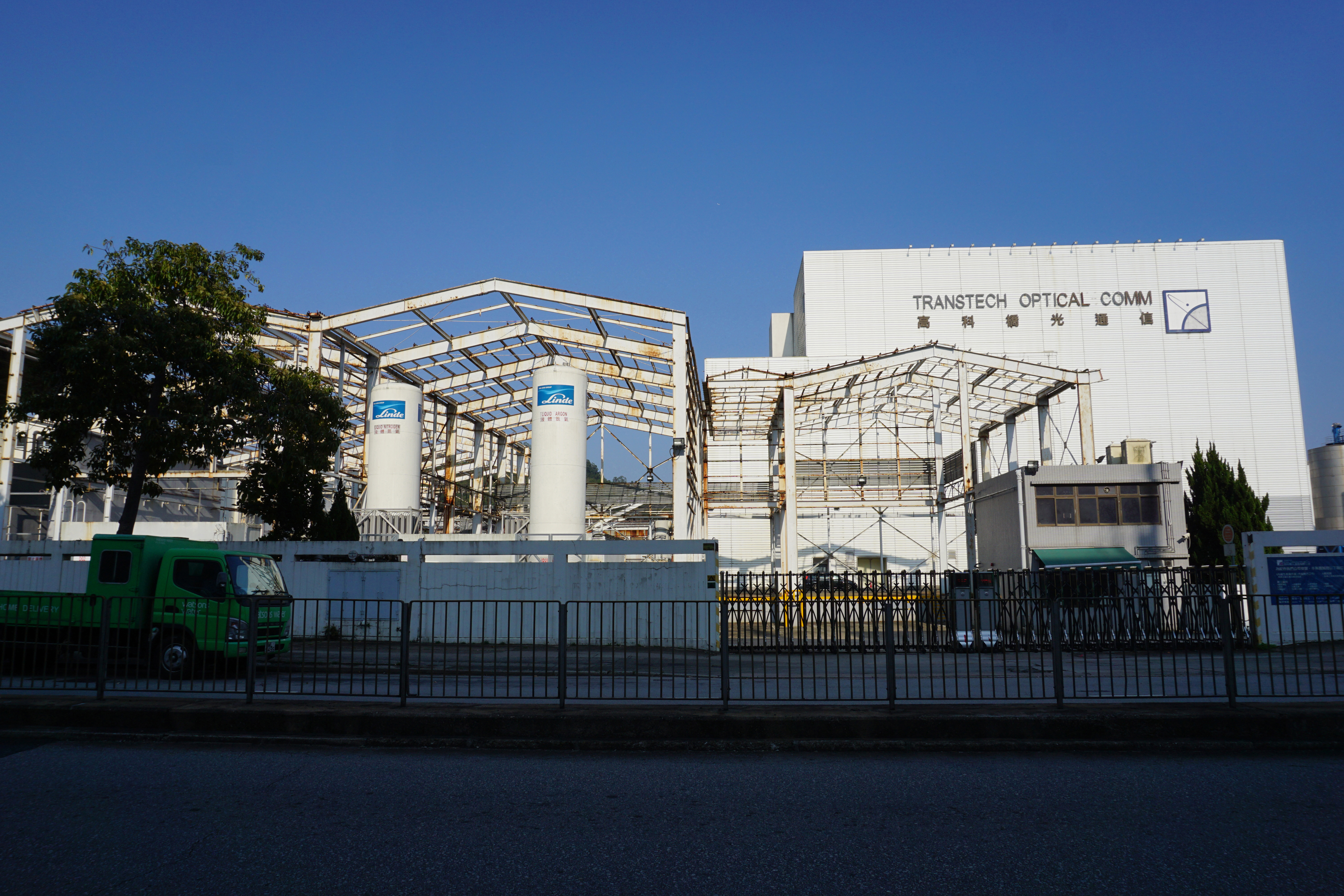
高科橋光通信有限公司
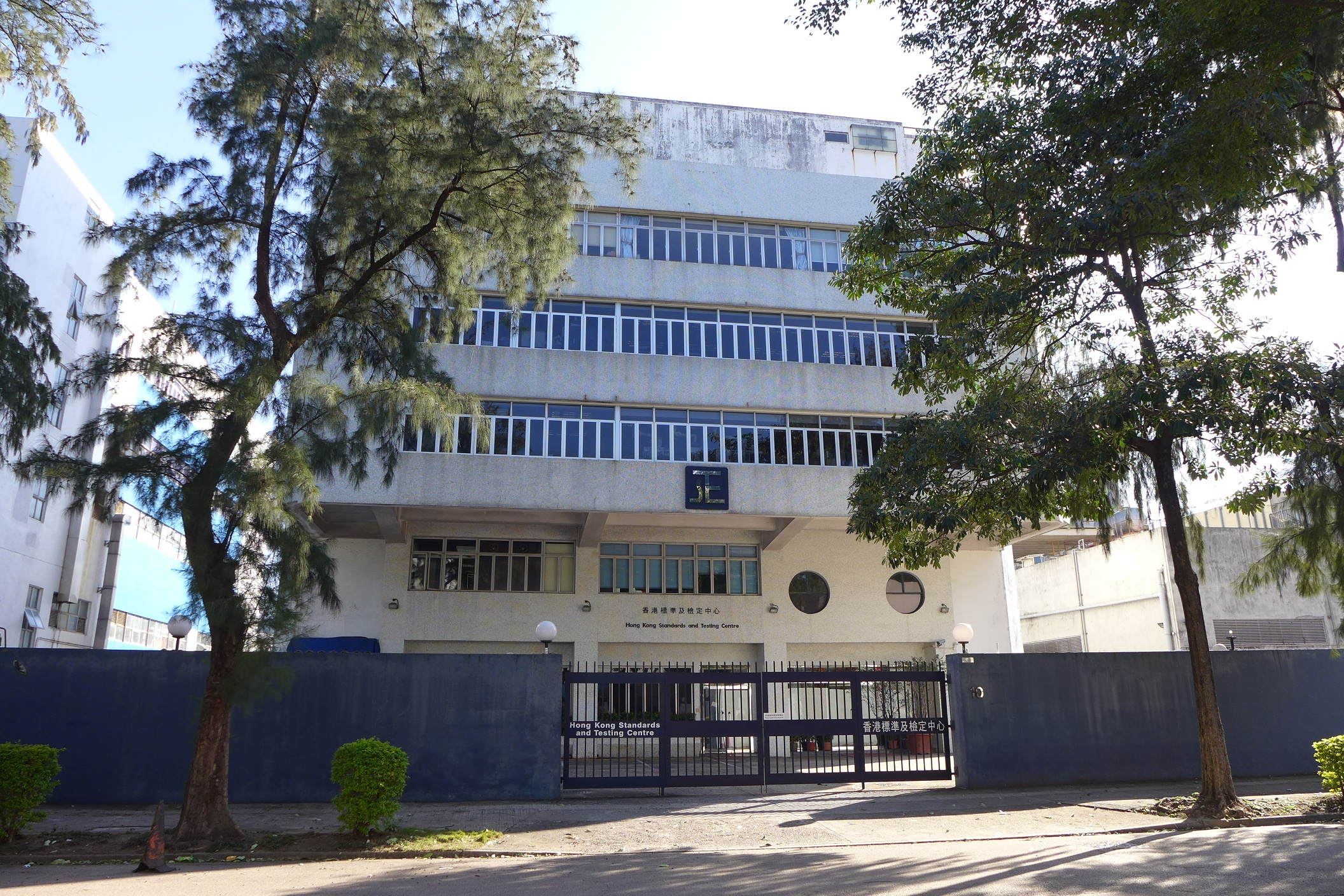
香港標準及檢定中心
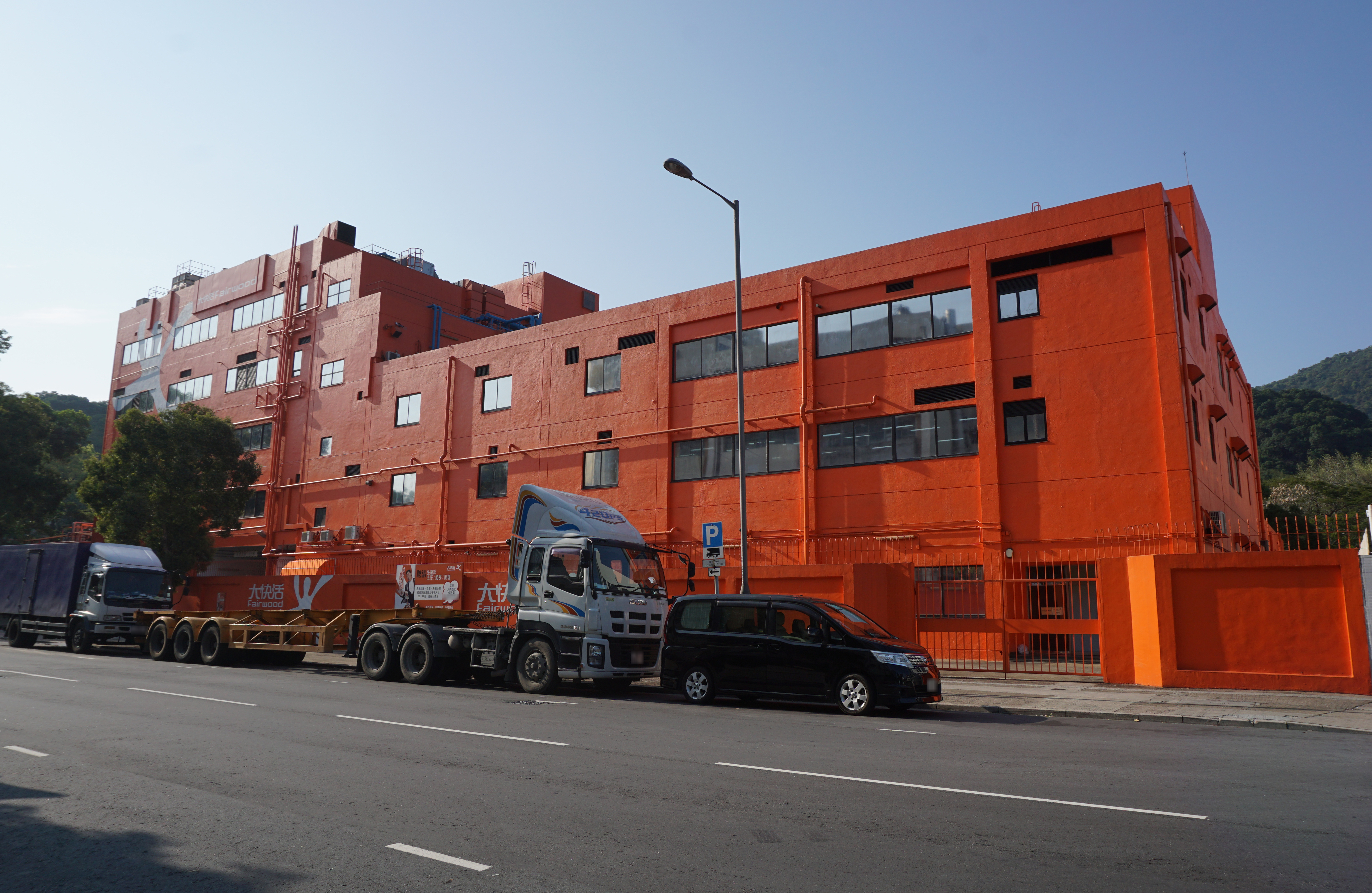
大快活
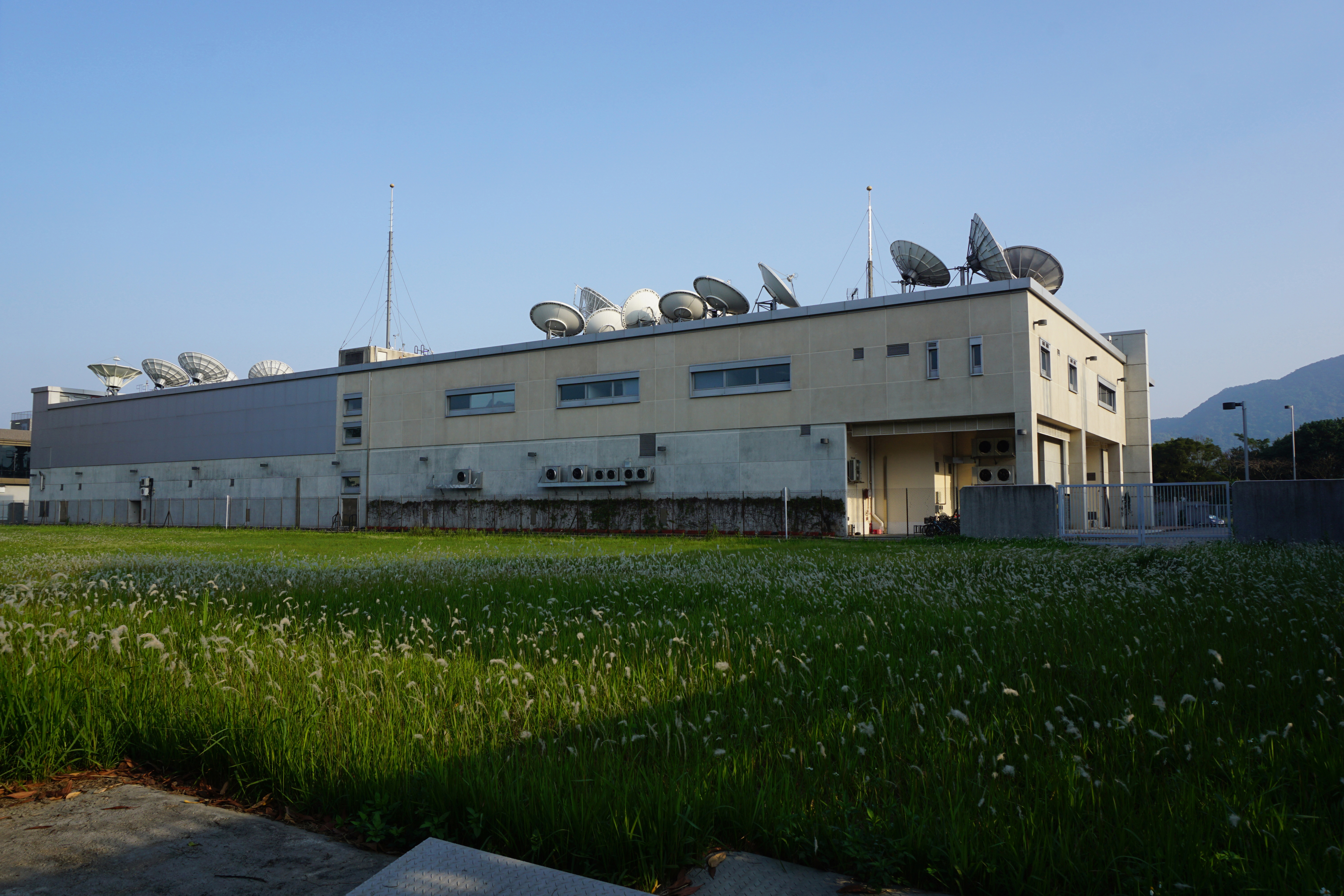
亞洲衛星大埔地面站
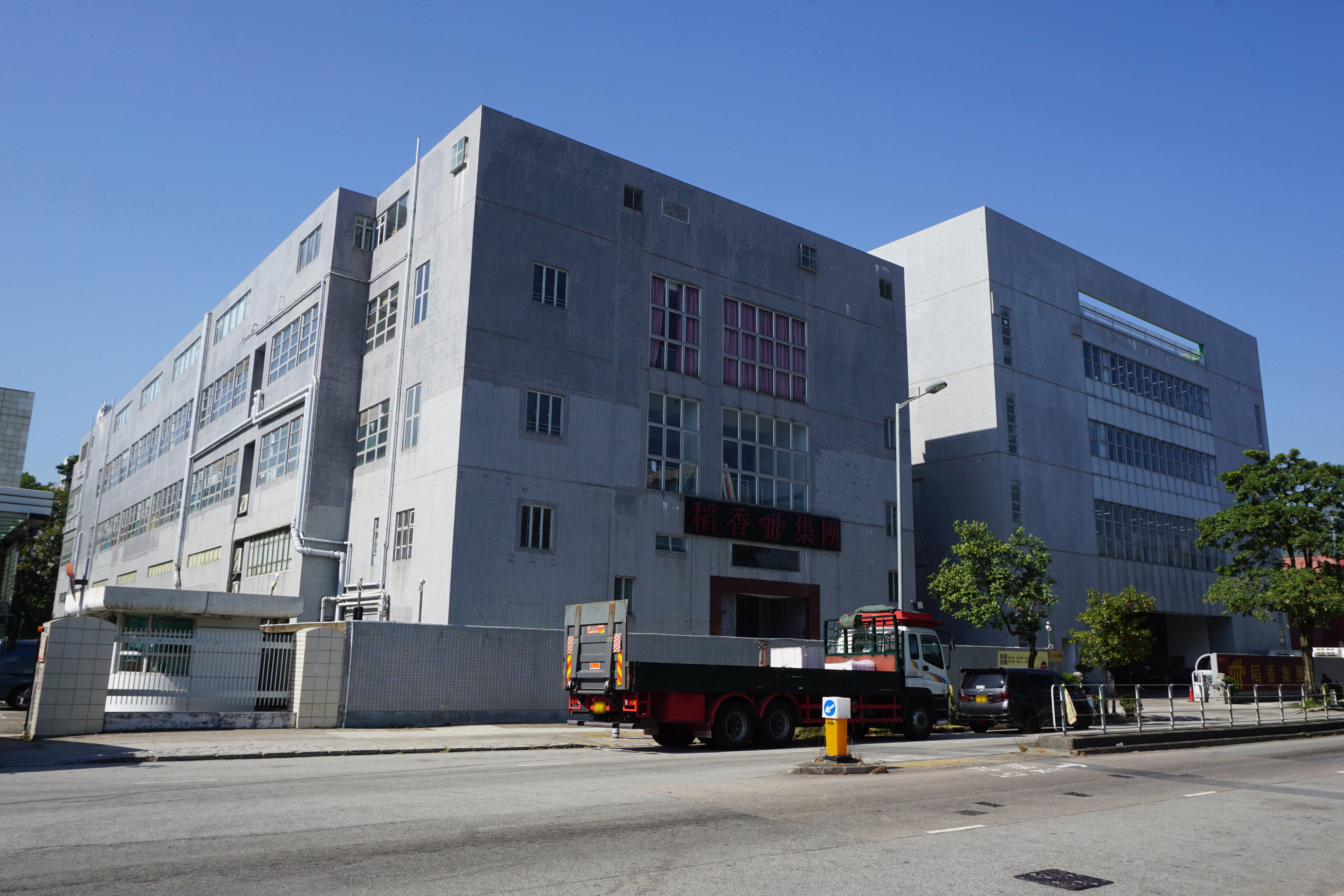
稻香集團
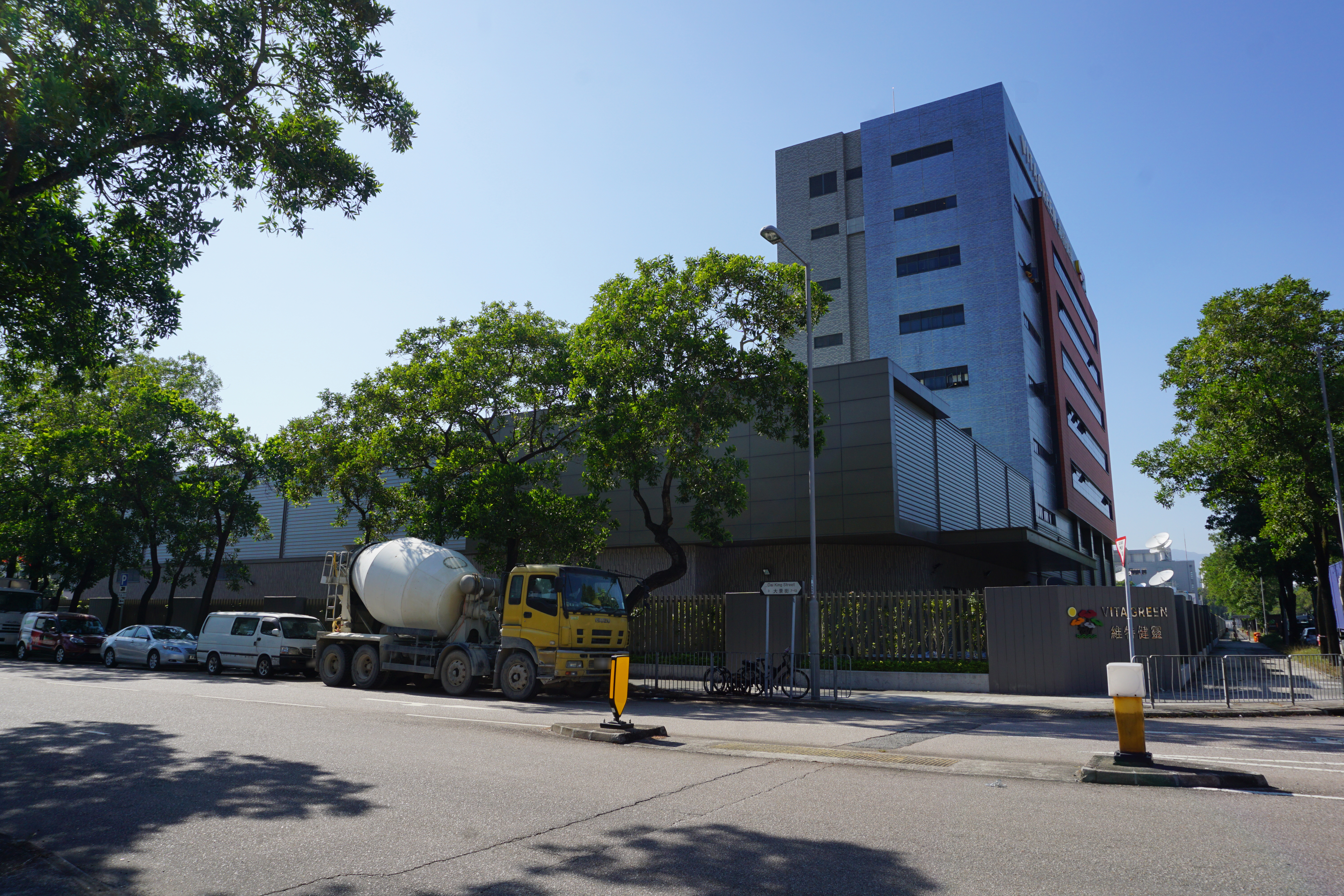
維特健靈

## 街道
大埔創新園內所有街道均以「大」字為首，包括：

| - 大富街 - 大貴街 - 大順街 - 大景街 - 大昌街 - 大盛街 - 大鴻街 | - 大發街 - 大福街 - 大華街 - 大利街 - 大喜街 - 大宏街 - 大鵬街 |

街道的英文拼寫使用了「Dai」起首，有別於常見的「Tai」。

## 交通

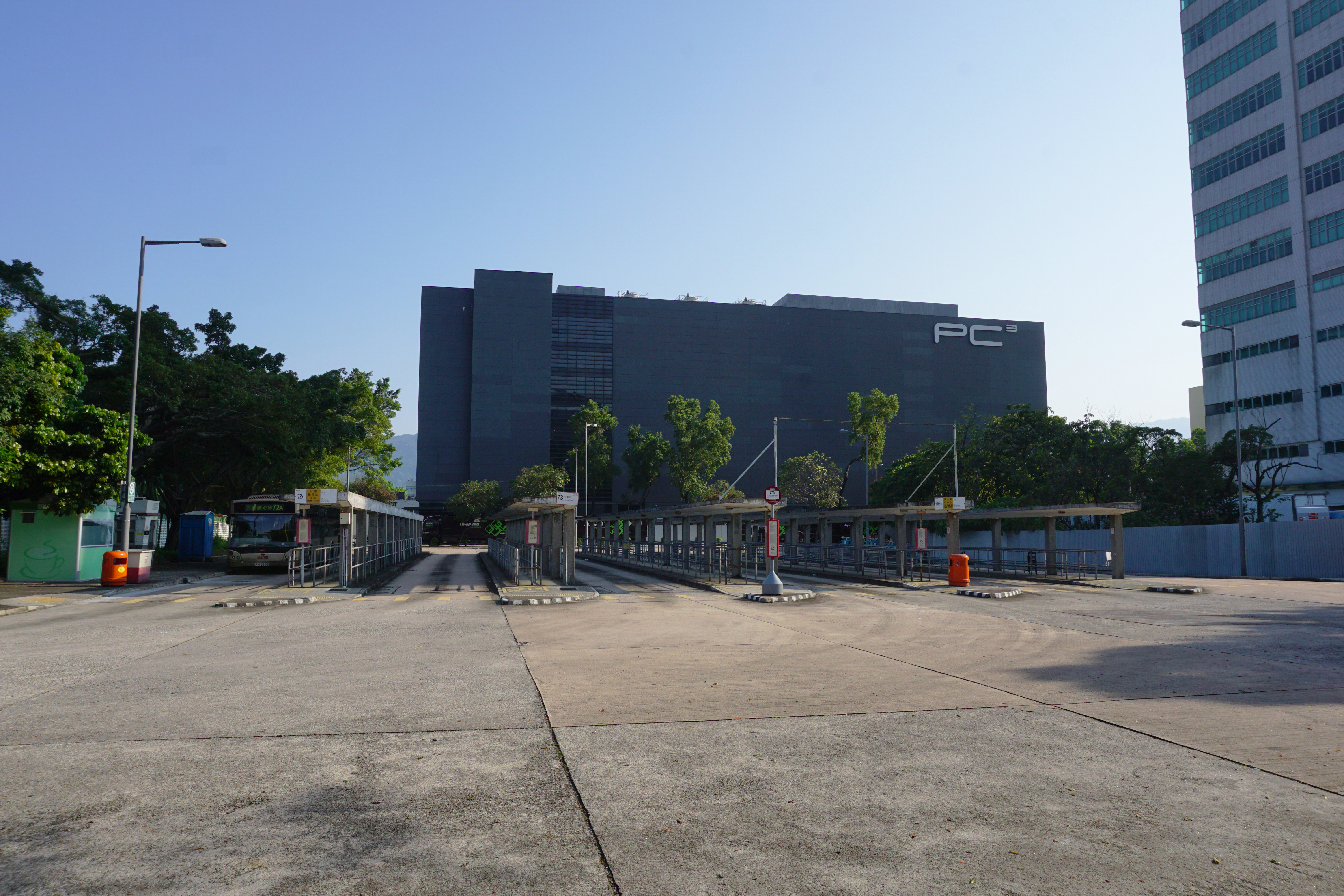
大埔工業邨巴士總站

大埔創新園內的巴士總站，仍沿用舊稱「大埔工業邨」，暫未有跟隨更名。

## 區議會議席分佈
大埔創新園為工業區，沒有住宅，理論上並沒有任何人口，所以往往跟鳳園、沙羅洞等鄉村範圍劃為同一個選區。
| 年度/範圍      | 2000-2003  | 2004-2007  | 2008-2011  | 2012-2015  | 2016-2019  | 2020-2023  |
| -------------- | ---------- | ---------- | ---------- | ---------- | ---------- | ---------- |
| 整個大埔創新園 | 康樂園選區 | 康樂園選區 | 康樂園選區 | 康樂園選區 | 康樂園選區 | 康樂園選區 |

註：以上主要範圍尚有其他細微調整（包括編號），請參閱有關區議會選舉選區分界地圖及條目。

## 外部連結
- 創新園 （页面存档备份，存于）